# Ludwig Geyer
Ludwig Geyer (Hambach, Baviera, 18 d'abril de 1904 - Pirmasens, 31 de gener de 1992) va ser un ciclista alemany que fou professional entre 1930 i 1939.
Durant la seva carrera professional aconseguí 6 victòries, entre elles la Volta a Suïssa de 1934. Era anomenat Luppa.

## Palmarès
- 1927
  - 1r de la Rund um Spessart und Rhön
- 1930
  - Vencedor d'una etapa de la Volta a Alemanya
- 1934
  - 1r de la Volta a Suïssa i vencedor d'una etapa
  - 1r de la Volta a Chemnitz
- 1937
  - Vencedor d'una etapa de la Volta a Alemanya
- 1939
  - Vencedor d'una etapa de la Volta a Alemanya

### Resultats al Tour de França
- 1931. 19è de la classificació general
- 1932. 22è de la classificació general
- 1933. 12è de la classificació general
- 1934. 7è de la classificació general
- 1937. 28è de la classificació general

### Resultats al Giro d'Itàlia
- 1932. 35è de la classificació general
- 1933. 7è de la classificació general